# Daniil Aldoșkin
Daniil Aldoșkin (n. 19 iunie 2001, Kolomna, Moscova, Rusia) este un patinator de viteză ce a reprezentat Rusia, medaliat olimpic. A participat la o ediție a Jocurilor Olimpice (2022) în care a câștigat o medalie de argint.